# アメリカミズハタネズミ
アメリカミズハタネズミ (Microtus richardsoni) は、北米に生息するキヌゲネズミ科ハタネズミ属に属するハタネズミの一種。アメリカ合衆国北部からカナダ南部にかけて生息している。
従来、この種はミズハタネズミ（Arvicola amphibius）とともにミズハタネズミ属 (Arvicola) に属していると考えられてきたが、分子系統学による研究により、アメリカハタネズミにより近い種であることが明らかとなってきたため、現在はハタネズミ属の一種とされている。ただし、英名は「Water vole」のままであり、ミズハタネズミを「European water vole」としていることが多い。
体長25cmと8cm程度の尾を持ち、体重110g程度まで成長する。
水辺に近い山間部に生息し、草や木の実などを食べる。